# Isco
Francisco Román Alarcón Suárez (* 21. dubna 1992 Benalmádena), známý také jako Isco, je španělský profesionální fotbalista, který hraje na pozici ofensivního záložníka za španělský klub Real Betis. Mezi lety 2013 a 2019 odehrál také 38 zápasů v dresu španělské reprezentace, ve kterých vstřelil 12 branek.
V prosinci 2012 zvítězil v anketě Golden Boy.

## Klubová kariéra

### Valencia
V A-týmu Valencie debutoval 11. listopadu 2010 proti UD Logroñés v pohárové soutěži Copa del Rey. Valencia hrála doma a on se trefil dvakrát (výhra domácích 4:1, celkové skóre 7:1). Před debutem strávil jednu sezónu v rezervě týmu, která hrála třetí nejvyšší španělskou soutěž Segunda División B. Trefil se jednou v 25 zápasech, rezervní tým Valencie nakonec sestoupil o soutěž níž.
Svůj první zápas v La Lize odehrál 14. listopadu 2010. Hrál 20 minut po střídaní svého spoluhráče Aritze Adurize v domácím vítězství 2:0 proti Getafe CF. 

### Málaga
V polovině července 2011, poté, co pomohl B-týmu 15 vstřelenými góly k návratu do třetí nejvyšší španělské soutěže, podepsal pětiletou smlouvu s Málagou. Málaga za tento přestup musela zaplatit 6 milionů eur.
První gól za Málagu vstřelil 21. listopadu 2011 proti Racing de Santander při vítězství venku 3:1. Následující týden přidal další gól proti Villarrealu v domácím vítězství 2:1.

### Real Madrid
V červnu 2013 nabídl velkoklub Real Madrid Málaze za tohoto mladého talentovaného hráče 24 milionů eur. Prezident Realu Florentino Pérez potvrdil 26. června 2013 jeho příchod do klubu. Ligový titul v sezóně 2013/14 sice nezískal (vyhrálo jej Atlético Madrid), ale stal se vítězem Ligy mistrů UEFA po finálové výhře 4:1 po prodloužení v derby právě nad Atléticem Madrid. Rovněž vyhrál s Realem Copa del Rey 2013/14 (španělský pohár).
Proti Granadě nastoupil 6. února 2022 v základní sestavě a přispěl k domácí výhře 1:0. Proti tomuto soupeři dosáhl na hranici 350 zápasů za klub.

## Reprezentační kariéra

### Mládežnické reprezentace
Se španělskou reprezentací do 17 let vyhrál v roce 2009 třetí místo na Mistrovství světa, kde skóroval dohromady třikrát.

Se španělskou reprezentací do 20 let se zúčastnil Mistrovství světa hráčů do 20 let 2011 v Kolumbii, kde byl jeho tým vyřazen ve čtvrtfinále Brazílií v penaltovém rozstřelu.
Byl nominován na Mistrovství Evropy hráčů do 21 let 2013 konané v Izraeli. Ve třetím zápase Španělska na šampionátu proti Nizozemsku (oba soupeři si již zajistili postup, šlo pouze o první místo ve skupině) vstřelil druhý gól a Španělsko vyhrálo 3:0, stejný výsledek se zrodil i v semifinálovém střetnutí proti Norsku, ke kterému také přispěl jednou brankou. Trefil se i ve finále 18. června proti Itálii, Španělsko vyhrálo 4:2 a slavilo titul.
28. února 2012 byl povolán do španělské reprezentace do 23 let na přátelský zápas proti Egyptu, ale zůstal pouze na lavičce. V létě 2012 byl uveden na soupisce pro Letní olympijské hry 2012 v Londýně. Španělsko zde bylo po vítězství na Euru 2012 největším favoritem, ale po dvou prohrách 0:1 (s Japonskem a Hondurasem) a jedné remíze s Marokem (0:0) vypadlo překvapivě již v základní skupině D. Isco odehrál všechna tři utkání svého týmu.

### A-mužstvo
15. května 2012 byl poprvé vybrán do A-týmu pro přátelské zápasy se Srbskem a Jižní Korejí, ale opět nenastoupil. 1. února 2013 byl nominován k nadcházejícímu přátelskému utkání proti Uruguayi. 6. února 2013 si v tomto zápase zaknihoval svůj debut v A-mužstvu Španělska, když odehrál kompletní počet minut. Španělé porazili v katarském Dauhá jihoamerického soupeře 3:1. Trenér Španělska Vicente del Bosque vyjádřil po zápase s jeho výkonem spokojenost.

## Úspěchy
Zdroj:

### Klubové
Real Madrid
- 5× vítěz Ligy mistrů UEFA – 2013/14, 2015/16, 2016/17, 2017/18, 2021/22
- 1× vítěz Copa del Rey – 2013/14
- 3× vítěz Supercopa de España – 2017, 2019, 2022
- 3× vítěz Superpoháru UEFA – 2014, 2016, 2017
- 4× vítěz MS klubů – 2014, 2016, 2017, 2018
- 3× vítěz Primery División – 2016/17, 2019/20, 2021/22

### Reprezentační
- Mistrovství světa hráčů do 17 let 2009 (3. místo)
- Mistrovství Evropy hráčů do 21 let 2013 (1. místo)

### Individuální
- Golden Boy (2012)[1]
- Hráč měsíce La Liga 2023/2024 duben
- Hráč sezóny La Liga 2023/2024 podle fanoušků